# ジョン・レズニック
ジョン・レズニック (John Rzeznik , 1965年12月5日 - ) は、米国のシンガー、ギタリスト、ソングライターであり、プロデューサーでもある。

## 生い立ち
ロックバンド、グー・グー・ドールズのボーカリスト、ギタリストを務める。
15歳の時に、55歳の父親をアルコール中毒で失い、その六カ月後には母親を心臓発作で失った。
それからは、四人の姉に育ててもらっていたという苦労人である。
音楽の趣向は姉たちの趣味から大きな影響を受けている。
高校生の時にギターを始め、現在所属するグー・グー・ドールズのメンバーであるロビー・テイキャックの従兄弟と「Beaumonts」というバンドを組んでいたことが元で、ロビーと出会う事になる。
後に、ロビーと共に「SEXMAGGOTS」というバンドを結成する。
しかし、このバンド名の意味はとても行儀の良いものではなく、本人たちも冗談で付けたと話している。
その後、バンド名をグー・グー・ドールズに変更した。

## ギターチューニング
彼の特色ともいえるのは、特殊な変則チューニングと言える。
有名な例は代表作である「Iris」の「B-D-D-D-D-D」、「Name」の「D-A-E-A-E-E」等。
初期のアルバム「Boy Named Goo」などでは、しばしば従来の通常チューニングである「E-A-D-G-B-E」を使用する例もあった。

## Goo Goo Dolls以外での活動
代表的な活動はDisney作品のトレジャー・プラネットへの楽曲提供。
楽曲の雰囲気が作品に適している事や、主人公との境遇がジョン自身と似ているなどの理由から抜擢された。